# Essential (profumo)
(Slogan della fragranza)
Essential è una fragranza distribuita dalla maison francese Lacoste.

## Fragranza
Lacoste Essential è una fragranza fresca e aromatica creata da un team di profumieri della International Flavors and Fragrances che sfrutta la Time Release Technology, una tecnica che intrappola gli aromi di esordio per poi rilasciarli gradualmente nel tempo: l'azienda garantisce una durata media di otto ore.
L'essenza è dedicata alla libertà, al fair play ed all'eleganza maschile e si presenta fresca grazie alle note verdi d'apertura di ribes e foglie di pomodoro, rinvigorite dal pepe nero, e mascolina attraverso il sandalo.

## Packaging
La confezione, disegnata dal designer francese Denis Boudard  dell'agenzia francese "Qu'On Se Le Dise", è ispirata anch'essa alla libertà ed alla semplicità: il flacone in vetro lucido è dominato da linee curve e pure, con un bassorilievo del coccodrillo Lacoste e l'incisione del nome come unici dettagli. La scatola verde metallizzato in cartone a coste si ricollega al flacone tramite l'area del marchio che riprende la forma della bottiglia, e alcuni finimenti argentati.